# Nicola Maggio
Nicola Maggio (Canosa di Puglia, 27 settembre 1976) è un militare italiano dell'Arma dei Carabinieri, insignito di Medaglia d'Oro al Valor Civile.

## Biografia
L'ufficiale Nicola Maggio di origini pugliesi ha iniziato la carriera nel 1997 quale allievo maresciallo, al termine del corso biennale di formazione con il grado di maresciallo è stato assegnato alla Compagnia Carabinieri di Viggiano (PZ)  e successivamente al Reparto Operativo di Potenza. Nel 2005 è vincitore del concorso indetto dall’Arma per ufficiale del ruolo speciale dei Carabinieri. Dopo un anno accademico trascorso alla Scuola Ufficiali di Roma, nel 2006, con il grado di sottotenente viene inviato al comando della Tenenza di Sant'Antimo (NA), area ad elevato tasso di criminalità comune ed organizzata dove, nell'agosto del 2007, è stato insignito di Medaglia d'Oro al Valor Civile conferitagli personalmente dal Presidente della Repubblica Giorgio Napolitano.
Successivamente viene trasferito presso il Centro Operativo di Napoli della Direzione Investigativa Antimafia, Sezione di Salerno. Nel 2010 approda in Puglia quale comandante della 2ª Sezione del Nucleo Investigativo di Bari, specializzata nei reati contro il patrimonio. Dal 18 luglio 2014  ha retto il comando della Compagnia Carabinieri della città degli “Imperiali”, Francavilla Fontana (BR), dove ha coordinato e personalmente portato a termine importanti attività investigative di contrasto alla criminalità comune ed organizzata, nell’ambito del  territorio di competenza.

## Il fatto
Il 31 agosto del 2007, con il Maresciallo Capo Raffaele Martucci, il Maresciallo Giuseppe Caroppa e l'Appuntato Salvatore Davide Arena, ingaggiò un conflitto a fuoco contro due sicari ritenuti appartenenti al clan camorristico Verde, traendoli poi in arresto.
I due killer, poco prima dell'intervento dei militari dell'Arma, si erano resi autori di un agguato nei confronti di un pregiudicato in via Giacinto Gigante a Sant'Antimo. L'omicidio sarebbe maturato nel contesto di una faida attiva tra due opposte fazioni camorristiche per la gestione di una piazza di spaccio dell'area nord di Napoli.
I militari della tenenza, guidati dall'ufficiale Nicola Maggio, hanno arrestato dodici affiliati al clan di Stefano Ranucci (già detenuto e anche lui destinatario di un'ordinanza di custodia cautelare). I camorristi sono accusati, tra l'altro, di aver fatto pressioni e campagna elettorale per portare nel Consiglio comunale di Sant'Antimo politici a loro fedeli e legati. Un tentativo che, a sentire le prime parole dei magistrati della Direzione distrettuale antimafia (la pm Raffaella Capasso, titolare dell'inchiesta, con il coordinamento del sostituto della Procura nazionale, Lucio Di Pietro) non sarebbe riuscito.
Il 5 giugno 2008 in Piazza di Siena, a Roma, nel corso della celebrazione del 194º anniversario della Fondazione dell'Arma il Presidente della repubblica Giorgio Napolitano ha conferito ai militari coinvolti nell'evento, la Medaglia d'Oro al Valor Civile.